# Фелиу, Нурия
Нурия Фелиу (исп. Núria Feliu i Mestres; 21 сентября 1941, Сантс — 22 июля 2022, Сантс) — испанская каталонская певица и актриса, выдающийся представитель движения Nova Cançó.

## Карьера
Фелиу родилась 21 сентября 1941 года в барселонском районе Сантс, районе, где она прожила всю свою жизнь. Там она поставила свои первые театральные постановки; она была частью «Agrupació Dramàtica de Barcelona» и участвовала в нескольких детских хорах по соседству. Дебютировала как певица в 1964 году в составе группы Els Quatre Gats. В следующем году Фелиу выпустила свои первые два альбома, Anirem tots cap al cel и Gent, с американскими песнями, исполненными на каталанском языке, и вскоре стала частью движения Nova Cançó.
Её открыл композитор Антони Рос-Марба, который продвигал её карьеру до 1966 года, когда Фелиу вошла в мир джаза и начала сотрудничать с Тете Монтолиу, став первой джазовой певицей в Каталонии. Затем они выпустили LP с Эрихом Питером, Билли Бруксом и Букером Эрвином, а в 1997 году был опубликован сборник под названием Tete Montoliu-Núria Feliu, 1965-1990.
С 1991 года её выступления на сцене были эпизодическими. В 1992 году она сыграла эпизодическую роль в эпизоде ситкома TV3 «Терезина С.А.». Она также участвовала в других программах, таких как «Hora Once» (1970), «Quitxalla» (1980), «Maalts de tele» (1999) (1992) и «Herois quotidians» (2008), а также в таких фильмах, как «El vicari d’Olot» (1981), «Puta misèria!» (1989) и «Any de Gràcia» (2011). Её книга Vols ballar? 93 cançons i ballables («Хочешь потанцевать? 93 песни и танцевальные номера»), сборник песен всех периодов, был опубликован в 1995 году.

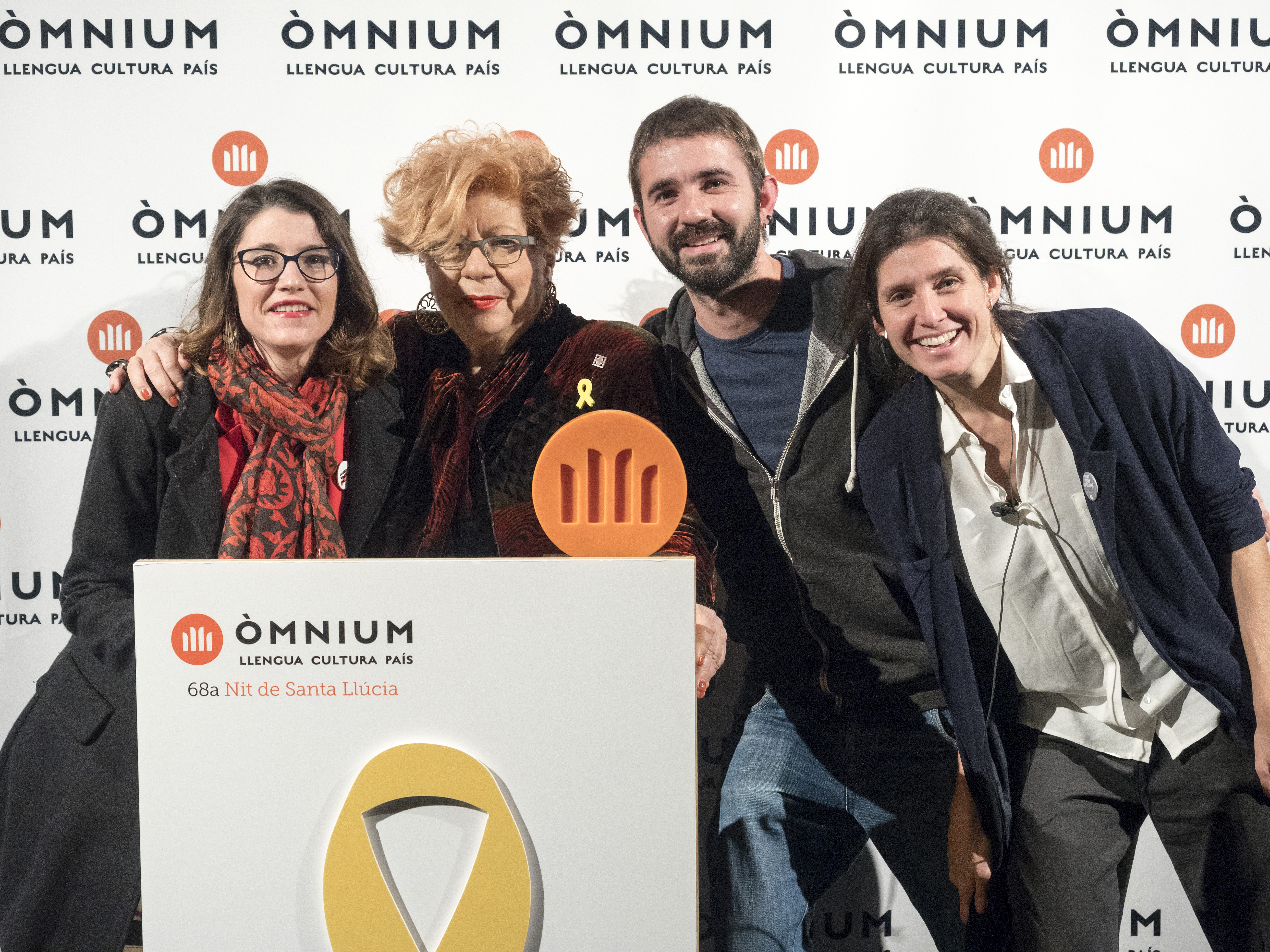
Фелиу в 2018 году

Она ушла со сцены в 2005 году, записав 50 альбомов и более 400 песен.
В 2007 году она выпустила книгу-диск, в которой собраны самые популярные каталонские сарданы, а в 2011 году отпраздновала своё 50-летие на сцене концертом в Лисео, в котором приняли участие несколько артистов. В 2016 году Нурия опубликовала мемуары Dies i records d’infantesa.
Одно из её последних публичных выступлений состоялось в ноябре 2020 года в программе TV3 «Al cotxe», во время которой она заявила, что «я пела не ради пения, я пела для людей» («Jo no he cantat per cantar, he cantat per a la gent») и что она довольна своей музыкальной карьерой.
Фелиу пела не только в жанре джазовой музыки, но и исполняла популярные каталонские песни, болеро, купле и сарданы. Она также сделала каверы на песни Жуана Мануэля Серрата.

## Личная жизнь и смерть
Фелиу никогда не была замужем и никогда у неё не было детей. Её брат Альберт был её менеджером на протяжении всей её творческой карьеры.
Она выступала за независимость Каталонии, за голосование «за» на референдуме о независимости Каталонии в 2017 году и участвовала в основных мобилизациях суверенных образований.
Здоровье Фелиу ухудшилось во время пандемии COVID-19, когда она перенесла пневмонию и герпес. В начале 2021 года она перенесла инсульт и умерла в Барселоне 22 июля 2022 года в возрасте 80 лет из-за последующих осложнений. Каталонское правительство и пресса назвали её «незаменимой иконой» Каталонии за её популярность среди публики и за то, что она является эталоном каталонской музыки.